# Finn Lynge
Finn Lynge (Godthåb, 22 aprile 1933 – Qaqortoq, 4 aprile 2014) è stato un politico e presbitero groenlandese, unico europarlamentare della Groenlandia dal 1979 al 1984.

## Biografia
Figlio dello scrittore e giornalista cattolico groenlandese Kristoffer Lynge, studiò in Danimarca e completò gli studi all'Università di Copenhagen. Nel 1963 fu ordinato il primo sacerdote cattolico groenlandese e svolse il suo incarico in Danimarca in Groenlandia. Nel 1979 entrò in politica nel partito di centrosinistra Siumut e si sposò dopo aver ottenuto la dimissione dallo stato clericale nel 1976.
Eletto europarlamentare alle elezioni del 1979 tra le file del Alleanza Progressista dei Socialisti e dei Democratici (S&D) mantenne la carica fino al 31 dicembre 1984 nonostante avesse vinto anche le europee del 1984 in Groenlandia ma dato che il 23 febbraio 1982 la popolazione groenlandese decise di lasciare la Comunità Economica Europea con un referendum. Il suo seggio venne trasferito al primo dei non eletti del Partito Popolare Socialista nel 1985.
Nonostante avesse perso il seggio all'Europarlamento venne nominato nel 1993 rappresentante groenlandese dal Consiglio dei ministri danese presso la Comunità Economica Europea. 
Dal 1992 al 1995 ha fatto parte dell'International Work Group for Indigenous Affairs con sede a Copenhagen e ha anche lavorato per la radiotelevisione groenlandese, la Kalaallit Nunaata Radioa. 
Nel 1993 con la carica di ministro degli esteri e degli affari groenlandesi è stato un rappresentante della Danimarca nella causa contro la Norvegia riguardo alla delimitazione delle acque tra l'isola danese e l'isola norvegese di Jan Mayen.
Morì in Groenlandia nel 2014 diciotto giorni prima di compiere ottant'anni dopo una lunga malattia.